# We Are the Void
We Are the Void è il nono album in studio del gruppo melodic death metal svedese Dark Tranquillity.
L'album è stato scritto quasi un anno prima della sua registrazione.
Il 10 febbraio 2010 è stato pubblicato un video musicale di Shadow In Our Blood filmato in Finlandia.
Per il 19 febbraio 2010, l'intero album è disponibile per lo streaming gratuito sulla pagina MySpace del gruppo.

## Tracce
1. Shadow in Our Blood – 3:46
2. Dream Oblivion – 3:50
3. The Fatalist – 4:33
4. In My Absence – 4:46
5. The Grandest Accusation – 4:55
6. At the Point of Ignition – 3:53
7. Her Silent Language – 3:33
8. Arkhangelsk – 3:56
9. I Am the Void – 3:59
10. Surface the Infinite – 3:50
11. Iridium – 6:43
12. Zero Distance ("Tour Edition" bonus track) – 4:10
13. Out of Gravity ("Tour Edition" bonus track) – 4:44
14. Star Of Nothingness ("Tour Edition" bonus track) – 2:08
15. To Where Fires Cannot Feed ("Tour Edition" bonus track) – 3:53
16. The Bow And The Arrow ("Tour Edition" bonus track) – 3:51

* Le ultime cinque tracce sono incluse esclusivamente nella "Tour Edition" dell'album

## Formazione
- Mikael Stanne - voce
- Niklas Sundin - chitarra
- Martin Henriksson - chitarra
- Daniel Antonsson – basso, chitarra
- Anders Jivarp - batteria
- Martin Brändström - tastiere